# إيمالين إيسترادا
إيمالين إسترادا (بالإنجليزية: Emmalyn Estrada)‏، من مواليد 5 أبريل 1992، والمعروفة مهنيًا باسم إيمالين، هي مغنية وكاتبة أغاني وممثلة وراقصة كندية من أصل فلبيني، تصدرت أغنيتها الأولى "Get Down" التي صدرت في 2009 مخطط بيلبورد هوت 100 كندا لأسبوع 29 أغسطس 2009 بالمرتبة 88، وبلغت في المرتبة 59 لأسبوع 31 أكتوبر 2009، كانت عضوة في فرقة جي أر إل من سنة 2013 إلى سنة 2015، اختها المغنية إليز إسترادا.

## روابط خارجية
- إيمالين إيسترادا على موقع IMDb (الإنجليزية)
- إيمالين إيسترادا على موقع ميوزك برينز (الإنجليزية)
- إيمالين إيسترادا على موقع أول ميوزيك (الإنجليزية)
- إيمالين إيسترادا على موقع ديسكوغز (الإنجليزية)
- إيمالين إيسترادا على موقع ديسكوغز (الإنجليزية)
- إيمالين إيسترادا على موقع قاعدة بيانات الفيلم (الإنجليزية)